# Hazel Ortiz
Hazel Ortiz Rosado (Dorado, 26 gennaio 1994) è una pallavolista portoricana.
Gioca nel ruolo di palleggiatrice nelle Orientales de Humacao.

## Carriera

### Club
La carriera di Hazel Ortiz inizia nei tornei scolastici statunitensi, giocando per la Winter Springs High School; concluse le scuole superiori, entra a far parte della squadra di pallavolo femminile del Monroe Community College, impegnato nella NJCAA Division II, dove gioca per due annate; in seguito si trasferisce alla Bethune-Cookman, impegnata in NCAA Division I, partecipando al torneo dal 2014 al 2015.
Appena terminata la carriera universitaria, firma il suo primo contratto professionistico, giocando in Porto Rico la Liga de Voleibol Superior Femenino 2016 con le Orientales de Humacao.